# لری هایمن
لری ام. هایمن (به انگلیسی: Larry Hyman) (متولد ۲۶ سپتامبر ۱۹۴۷ در لس‌آنجلس) زبان‌شناس آمریکایی و استاد گروه زبان‌شناسی دانشگاه کالیفرنیا در برکلی است.